# Décès en septembre 1973
Décès
- 1969
- 1970
- 1971
- 1972
- 1973
- 1974
- 1975
- 1976
- 1977

Pour une information complémentaire, voir la page d'aide.

| Date        | Nom                  | Pays                | Activités             | Âge | Source |
| ----------- | -------------------- | ------------------- | --------------------- | --- | ------ |
| 4 septembre | Elise Ottesen-Jensen | Drapeau de la Suède | Journaliste suédoise. | 87  |        |